# Neon Future II
Neon Future II – trzeci album studyjny amerykańskiego producenta muzycznego Steve’a Aokiego, wydany 12 maja 2015 roku. Jest kontynuacją wydanego rok wcześniej Neon Future I.

## Lista utworów
1. "Time Capsule" (Intro) - 3:01
2. "I Love It When You Cry (Moxoki)" (Steve Aoki & Moxie) - 3:11
3. "Youth Dem (Turn Up)" (feat. Snoop Lion) - 3:13
4. "Hysteria" (feat. Matthew Koma) - 4:26
5. "Darker Than Blood" (feat. Linkin Park) - 5:12
6. "Lightning Strikes" (Steve Aoki, NERVO & Tony Junior) - 3:58
7. "TARS" (Interlude) (feat. Kip Thorne) - 2:20
8. "Home We'll Go (Take My Hand)" (Steve Aoki & Walk off the Earth) - 5:07
9. "Heaven on Earth" (feat. Sherry St. Germain) - 3:48
10. "Holding Up the World" (feat. Harrison & Albin Myers) - 3:21
11. "Light Years" (feat. Rivers Cuomo) - 4:08
12. "Warp Speed" (Outro) (feat. J.J. Abrams) - 2:07